# 蕭亜軒

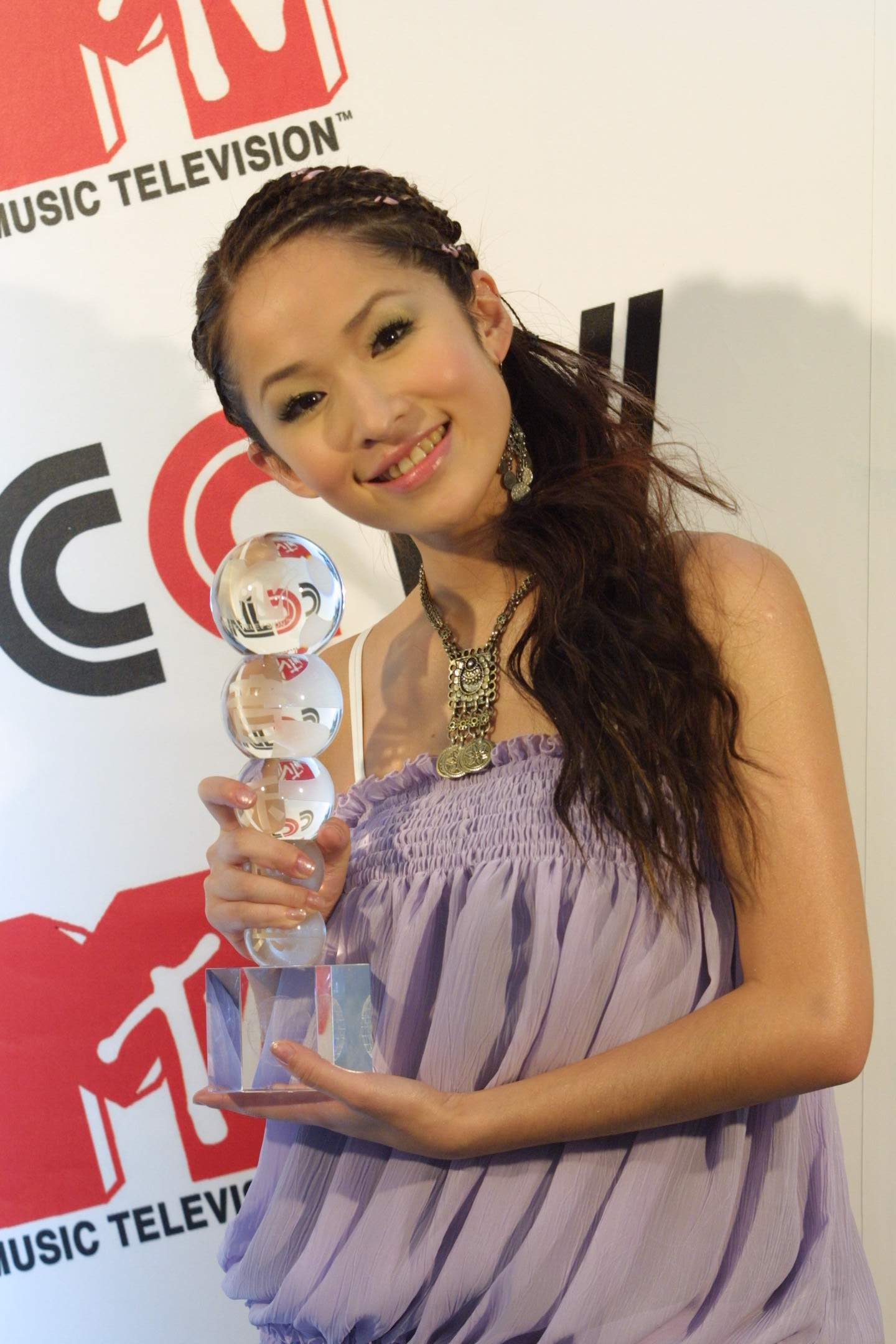
2002年、CCTV-MTVミュージックアワード（北京）

蕭 亜軒（シャオ・ヤーシュエン、拼音: Xiāo Yǎxuān、英語名:Elva Hsiao、エルヴァ・シャオ、1979年8月24日 - ）は中華圏全体で活動する台湾の女性歌手。

## 来歴
1998年、18歳でカナダ・バンクーバーへ留学。その間台湾のテレビ局TVBによる歌唱コンテスト「華人新秀歌唱大賽」へ出場し、入選する。そこでEMI維京音楽のゼネラルマネージャー姚謙（ヤオ・チェン）の目に止まり、3人組ユニットであるPhenomenonとしてのデビューが予定されたが、その後計画は変更され、1999年11月17日にソロ歌手としてアルバム『蕭亞軒同名專輯』をリリースし、デビューした。

## ディスコグラフィ
アルバム『Elva First』と、シングル『Never Look Back』は日本版が発売されており、日本におけるアーティスト名は“エルヴァ”となっている。

### アルバム
- 蕭亞軒同名專輯 （1999年11月17日、EMI）
- 紅薔薇 （2000年8月15日、EMI）
- 明天 （2001年4月21日、EMI）
- Elva First （2001年10月11日、EMI）
- 4U （2002年2月11日、EMI）
- 愛的主打歌．吻 （2002年8月30日、EMI）
- 愛上愛 （2003年5月16日、EMI）
- 第5大道 （2003年12月30日、EMI）
- 1087 （2006年12月22日、Warner Music）
- 3面夏娃 （2008年6月15日、EMI）
- 鑽石糖 （2009年10月9日、Gold Typhoon）
- 蕭灑小姐 （2010年9月24日、Gold Typhoon）
- 我愛我 （2011年12月23日、Gold Typhoon）
- 不解釋親吻（2014年8月22日、SONY MUSIC）

### ベストアルバム
- 首選蕭亞軒‧美麗的插曲 （2004年7月16日、EMI）
- 最熟悉的...蕭亞軒 （2006年12月8日、EMI）
- Super Girl 愛無畏 （2012年12月21日、Gold Typhoon）

### シングル
- Never Look Back （2001年9月7日、EMI）※日本でのデビューシングル